# Gruner + Jahr

Gruner+Jahr logo.

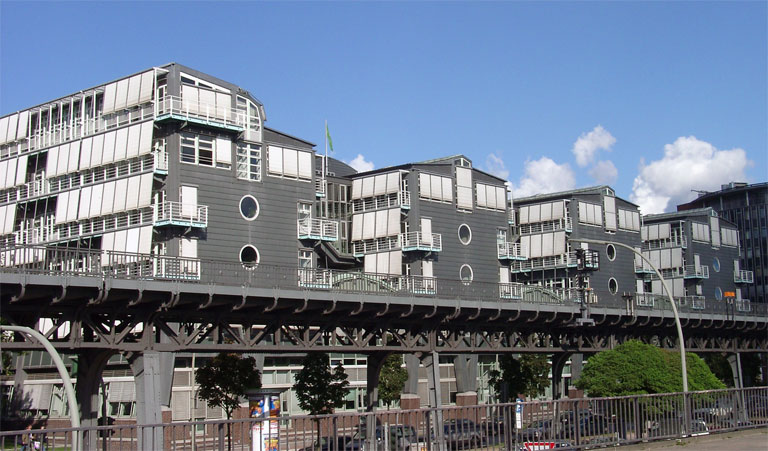
Delar av huvudkontoret

Gruner + Jahr GmbH & Co. KG är ett av Europas största tryckeriföretag och förlag. Huvudkontoret ligger i Baumwall, Hamburg, Tyskland.

## Publikationer
Gruner + Jahr publicerar cirka 285 tidskrifter och tidningar i 22 länder, däribland Polen, Spanien, Ryssland, Frankrike och Kina.  Vad Gruner + Jahr publicerar nu (2007) inkluderar:
| - Stern - Geo - GeoLino - Financial Times Deutschland - National Geographic Deutschland - Brigitte | - P.M. Magazin - Eltern - Eltern Family - Capital - Unternehmermagazin impulse - Art – Das Kunstmagazin | - Neon - Gala - Schöner Wohnen - Essen & Trinken - YPS - Auto Motor und Sport |